# Krsto Čorko
Krsto Čorko je bio pomorski kapetan iz Perasta iz hrvatske obitelji Čorko. Obnašao je visoke pomorske, vojne i diplomatske dužnosti u Španjolskoj. Jedan je od Peraštana koji su se istakli u inozemnim flotama, poput Matije Zmajevića.
Za njega se dugo vremena smatralo da je u 2. polovici 17. stoljeća postao španjolski markiz na dvoru i guverner Balearskog otočja. Razlog je bio navod u knjizi Povijest Perasta konta Frana Viskovića. Miloš Milošević je pretraživao španjolske pismohrane i nije našao potvrdu za to, a jedini koji odgovara tom opisu je Nikola Čorko, prema podatcima iz zadarske znanstvene knjižnice. I portret za koji se dugo misli da je Krsto Čorko, izgleda da predstavlja Matu Čorka.
Kapetana Krsta Čorka portretirao je nepoznati umjetnik. Slika u tehnici ulja na platnu, dimenzija 125x93 datira s kraja 17. stoljeća.